# Shōjo Comic
Le Shōjo Comic (少女コミック, Shōjo Komikku), abrégé en Sho Comi (少コミ, Shōkomi), est un magazine de prépublication de mangas bimensuel de type shōjo édité par Shōgakukan.